# Associazione Calcio Treviso 1935-1936
Questa voce raccoglie le informazioni riguardanti l'Associazione Calcio Treviso nelle competizioni ufficiali della stagione 1935-1936.

## Stagione
La squadra si conferma ottima anche nella stagione 1935-1936, la prima della nuova Serie C, girone A, che conclude al quinto posto.
Il Commissario in questa annata è Sigfrido Buosi, e Giovanni Pollini realizza 8 gol.
Il Treviso disputa anche la Coppa Italia, che viene riproposto dopo 13 anni, ma viene nuovamente eliminato al primo turno dalla Pro Gorizia, che batte i biancocelesti per 2-1.
L'evento più importante di questa stagione è il cambio di denominazione della società: il 12 novembre 1935 si passa dallo storico Treviso Foot-Ball Club ad Associazione Calcio Treviso, per volere del Partito Fascista, che non vedeva di buon occhio le denominazioni straniere.
Come allenatore, il Treviso chiama Desidério Hertzka, di origine austriaca.

## Rosa
| N. |                   | Ruolo | Calciatore          |
| -- | ----------------- | ----- | ------------------- |
|    | Italia (bandiera) | P     | Gino De Biasi       |
|    | Italia (bandiera) | D     | Dino Barluzzi       |
|    | Italia (bandiera) | D     | Oreste Chinol       |
|    | Italia (bandiera) | D     | Angelo Greatti      |
|    | Italia (bandiera) | D     | Lorenzo Moretto     |
|    | Italia (bandiera) | D     | Carlo Pedretti      |
|    | Italia (bandiera) | C     | Bruno Bozzolo       |
|    | Italia (bandiera) | C     | Bruno Chiara        |
|    | Italia (bandiera) | C     | Ferdinando Cozzarin |

| N. |                   | Ruolo | Calciatore         |
| -- | ----------------- | ----- | ------------------ |
|    | Italia (bandiera) | C     | Girolamo Lovato    |
|    | Italia (bandiera) | C     | Carlo Marcuzzo     |
|    | Italia (bandiera) | C     | Giuseppe Vergani   |
|    | Italia (bandiera) | A     | Vittorino Galeotti |
|    | Italia (bandiera) | A     | Vittorio Gavagnin  |
|    | Italia (bandiera) | A     | Alfredo Giuge      |
|    | Italia (bandiera) | A     | Gilio Meneghello   |
|    | Italia (bandiera) | A     | Giovanni Pollini   |
|    | Italia (bandiera) | A     | Guerrino Ros       |

## Statistiche di squadra
| Competizione | Punti | In casa | In casa | In casa | In casa | In casa | In casa | In trasferta | In trasferta | In trasferta | In trasferta | In trasferta | In trasferta | Totale | Totale | Totale | Totale | Totale | Totale | DR |
| Competizione | Punti | G       | V       | N       | P       | Gf      | Gs      | G            | V            | N            | P            | Gf           | Gs           | G      | V      | N      | P      | Gf     | Gs     | DR |
| ------------ | ----- | ------- | ------- | ------- | ------- | ------- | ------- | ------------ | ------------ | ------------ | ------------ | ------------ | ------------ | ------ | ------ | ------ | ------ | ------ | ------ | -- |
| Serie C      | 36    | 15      | 9       | 3       | 3       | ?       | ?       | 15           | 5            | 5            | 5            | ?            | ?            | 30     | 14     | 8      | 8      | 46     | 38     | +8 |
| Coppa Italia |       | ?       | ?       | ?       | ?       | ?       | ?       | ?            | ?            | ?            | ?            | ?            | ?            | 1      | 0      | 0      | 1      | 1      | 2      | -1 |
| Totale       |       | ?       | ?       | ?       | ?       | ?       | ?       | ?            | ?            | ?            | ?            | ?            | ?            | 31     | 14     | 8      | 9      | 47     | 40     | +7 |